# Oil City (Pennsylvania)
Oil City è un comune (city) degli Stati Uniti d'America, situato nello stato della Pennsylvania, nella contea di Venango.